# Список административных округов и районов Берлина
Город Берлин является одной из 16 земель в составе ФРГ и административно подразделяется на 12 административных округов (нем. Bezirk) и 96 районов (нем. Ortsteil), входящих в них.
Каждый округ состоит из нескольких, большей частью сложившихся исторически районов. Когда-то они являлись самостоятельными городами, деревнями и посёлками, а 1 октября 1920 года они были включены в состав Большого Берлина и образовали на тот момент 20 округов. После разделения Германии 12 округов оказались в Западном Берлине и 8 — в Восточном. Намного позднее, уже в 1970—1980-е годы в Восточном Берлине было выделено ещё три округа.
После объединения Берлина до 2000 года продолжали существовать 23 округа, которые очень сильно отличались друг от друга по площади и количеству населения. В ходе последней административной реформы 2001 года количество округов уменьшилось до 12 в результате слияния двух или трёх округов в один. Слиянию не подверглись крупные административные округа Шпандау, Райниккендорф и Нойкёльн.
Районы Берлина в статистических целях наделены четырёхзначными идентификационными номерами, первые две цифры в которых указывают на округ.
Помимо районов Берлин разделён на «статистические территории» (нем. Statistisches Gebiet), обозначаемые трёхзначными номерами, которые приблизительно соответствуют жилым районам. Примером статистической территории является Баварский квартал в районе Шёнеберг, где большинство улиц получили свои названия по городам Баварии. Статистические территории могут не совпадать с районами, так, например статистическая территория Рудов располагается в двух районах — Рудов и Гропиусштадт.

## Список округов и районов
| Округа                          | Районы | Площадь (км²) | Население | Плотность населения (чел. / км²) | Бургомистр                             | Карта                           |
| ------------------------------- | --- | ------------- | --------- | -------------------------------- | -------------------------------------- | ------------------------------- |
| Митте (01)                      | 0101 Митте (нем. Mitte) 0102 Моабит (нем. Moabit) 0103 Ганзафиртель (нем. Hansaviertel) 0104 Тиргартен (нем. Tiergarten) 0105 Веддинг (нем. Wedding) 0106 Гезундбруннен (нем. Gesundbrunnen) | 39,47         | 377 965   | 9 576                            | Штефан фон Дассель (Союз 90 / Зелёные) | 52°31′ с. ш. 13°22′ в. д.       |
| Фридрихсхайн-Кройцберг (02)     | 0201 Фридрихсхайн (нем. Friedrichshain) 0202 Кройцберг (нем. Kreuzberg) | 20,40         | 283 974   | 13 920                           | Моника Херрман (Союз 90 / Зелёные)     | 52°30′ с. ш. 13°26′ в. д.       |
| Панков (03)                     | 0301 Пренцлауэр-Берг (нем. Prenzlauer Berg) 0302 Вайсензе (нем. Weißensee) 0303 Бланкенбург (нем. Blankenburg) 0304 Хайнерсдорф (нем. Heinersdorf) 0305 Каров (нем. Karow) 0306 пригородный посёлок Мальхов (нем. Stadtrandsiedlung Malchow) 0307 Панков (нем. Pankow) 0308 Бланкенфельде (нем. Blankenfelde) 0309 Бух (нем. Buch) 0310 Францёзиш-Буххольц (нем. Französisch Buchholz) 0311 Нидершёнхаузен (нем. Niederschönhausen) 0312 Розенталь (нем. Rosenthal) 0313 Вильгельмсру (нем. Wilhelmsruh)                                               | 103,15        | 402 289   | 3 900                            | Сёрен Бенн (Левые)                     | 52°34′08″ с. ш. 13°24′08″ в. д. |
| Шарлоттенбург-Вильмерсдорф (04) | 0401 Шарлоттенбург (нем. Charlottenburg) 0402 Вильмерсдорф (нем. Wilmersdorf) 0403 Шмаргендорф (нем. Schmargendorf) 0404 Груневальд (нем. Grunewald) 0405 Вестенд (нем. Westend) 0406 Шарлоттенбург-Норд (нем. Charlottenburg-Nord) 0407 Халензе (нем. Halensee) | 64,69         | 338 831   | 5 238                            | Рейнхард Науман (СДПГ)                 | 52°29′56″ с. ш. 13°17′06″ в. д. |
| Шпандау (05)                    | 0501 Шпандау (нем. Spandau) 0502 Хазельхорст (нем. Haselhorst) 0503 Сименсштадт (нем. Siemensstadt) 0504 Штаакен (нем. Staaken) 0505 Гатов (нем. Gatow) 0506 Кладов (нем. Kladow) 0507 Хакенфельде (нем. Hakenfelde) 0508 Фалькенхагенер-Фельд (нем. Falkenhagener Feld) 0509 Вильгельмштадт (нем. Wilhelmstadt) | 91,88         | 242 143   | 2 635                            | Хельмут Клибанк (СДПГ)                 | 52°32′ с. ш. 13°10′ в. д.       |
| Штеглиц-Целендорф (06)          | 0601 Штеглиц (нем. Steglitz) 0602 Лихтерфельде (нем. Lichterfelde) 0603 Ланквиц (нем. Lankwitz) 0604 Целендорф (нем. Zehlendorf) 0605 Далем (нем. Dahlem) 0606 Николасзе (нем. Nikolassee) 0607 Ванзе (нем. Wannsee) 0608 Шлахтензе (нем. Schlachtensee) | 102,56        | 307 076   | 2 994                            | Марен Шелленберг                       | 52°26′ с. ш. 13°15′ в. д.       |
| Темпельхоф-Шёнеберг (07)        | 0701 Шёнеберг (нем. Schöneberg) 0702 Фриденау (нем. Friedenau) 0703 Темпельхоф (нем. Tempelhof) 0704 Мариендорф (нем. Mariendorf) 0705 Мариенфельде (нем. Marienfelde) 0706 Лихтенраде (нем. Lichtenrade) | 53,05         | 348 739   | 6 574                            | Ангелика Шёттлер (СДПГ)                | 52°28′ с. ш. 13°23′ в. д.       |
| Нойкёльн (08)                   | 0801 Нойкёльн (нем. Neukölln) 0802 Бриц (нем. Britz) 0803 Буков (нем. Buckow) 0804 Рудов (нем. Rudow) 0805 Гропиусштадт (нем. Gropiusstadt) | 44,93         | 329 387   | 7 331                            | Мартин Хикль (СДПГ)                    | 52°29′ с. ш. 13°27′ в. д.       |
| Трептов-Кёпеник (09)            | 0901 Альт-Трептов (нем. Alt-Treptow) 0902 Плентервальд (нем. Plänterwald) 0903 Баумшуленвег (нем. Baumschulenweg) 0904 Йоханнисталь (нем. Johannisthal) 0905 Нидершёневайде (нем. Niederschöneweide) 0906 Альтглиникке (нем. Altglienicke) 0907 Адлерсхоф (нем. Adlershof) 0908 Бонсдорф (нем. Bohnsdorf) 0909 Обершёневайде (нем. Oberschöneweide) 0910 Кёпеник (нем. Köpenick) 0911 Фридрихсхаген (нем. Friedrichshagen) 0912 Рансдорф (нем. Rahnsdorf) 0913 Грюнау (нем. Grünau) 0914 Мюггельхайм (нем. Müggelheim) 0915 Шмёквиц (нем. Schmöckwitz) | 167,73        | 264 999   | 1 580                            | Оливер Игль (СДПГ)                     | 52°27′ с. ш. 13°34′ в. д.       |
| Марцан-Хеллерсдорф (10)         | 1001 Марцан (нем. Marzahn) 1002 Бисдорф (нем. Biesdorf) 1003 Каульсдорф (нем. Kaulsdorf) 1004 Мальсдорф (нем. Mahlsdorf) 1005 Хеллерсдорф (нем. Hellersdorf) | 61,82         | 266 684   | 4 314                            | Дагмар Поле (Левые)                    | 52°32′23″ с. ш. 13°35′03″ в. д. |
| Лихтенберг (11)                 | 1101 Фридрихсфельде (нем. Friedrichsfelde) 1102 Карлсхорст (нем. Karlshorst) 1103 Лихтенберг (нем. Lichtenberg) 1104 Фалькенберг (нем. Falkenberg) 1105 бывший Хоэншёнхаузен (нем. Hohenschönhausen) (разделён) 1106 Мальхов (нем. Malchow) 1107 Вартенберг (нем. Wartenberg) 1109 Ной-Хоэншёнхаузен (нем. Neu-Hohenschönhausen) 1110 Альт-Хоэншёнхаузен (нем. Alt-Hohenschönhausen) 1111 Феннпфуль (нем. Fennpfuhl) 1112 Руммельсбург (нем. Rummelsburg)                                                                                              | 52,12         | 286 246   | 5 492                            | Михаэль Грунст (Левые)                 | 52°32′ с. ш. 13°30′ в. д.       |
| Райниккендорф (12)              | 1201 Райниккендорф (нем. Reinickendorf) 1202 Тегель (нем. Tegel) 1203 Конрадсхёэ (нем. Konradshöhe) 1204 Хайлигензе (нем. Heiligensee) 1205 Фронау (нем. Frohnau) 1206 Хермсдорф (нем. Hermsdorf) 1207 Вайдманнслуст (нем. Waidmannslust) 1208 Любарс (нем. Lübars) 1209 Виттенау (нем. Wittenau) 1210 Меркишес-Фиртель (нем. Märkisches Viertel) 1211 Борзигвальде (нем. Borsigwalde) | 89,32         | 263 597   | 2 951                            | Франк Бальцер (ХДС)                    | 52°34′ с. ш. 13°21′ в. д.       |